# FreeBSD
O FreeBSD é um sistema operativo livre do tipo Unix-like que provém do Research Unix via a Berkeley Software Distribution (BSD). Porém, por motivos legais o FreeBSD não pode usar a marca registrada Unix, que é um ancestral do BSD, o qual foi historicamente chamado "BSD Unix" ou "Berkeley Unix". A primeira versão do FreeBSD foi lançada em 1993 e hoje em dia o FreeBSD é a distribuição BSD de código aberto mais usada, contabilizando mais de três quartos de todos os sistemas a utilizar derivados do BSD.
O FreeBSD tem similaridades com o Linux, com duas diferenças maiores no âmbito e na licença: o FreeBSD mantém um sistema operativo completo, i.e. o projeto fornece o kernel, os drivers de dispositivos, o espaço de usuário e a documentação, ao contrário do Linux que fornece apenas o kernel e os drivers e deixa a terceiros o software do sistema; e o código-fonte do FreeBSD geralmente é lançado sob uma licença permissiva BSD em oposição do copyleft GPL usado pelo Linux.
O projeto FreeBSD inclui uma equipe de segurança supervisando todo o software integrado na distribuição base. Uma pequena faixa de aplicações de terceiros podem ser instaladas usando o sistema de gestão de pacotes pkgng ou os Ports do FreeBSD, ou diretamente compilando o código-fonte. Devido aos seus termos de licenciamento permissivos, grande parte do código do FreeBSD tornou-se parte integral doutros sistemas operativos tais como o Juniper JUNOS e o OS X da Apple.

## Ports
O Sistema de Ports, também chamado de Coleção de Ports ou simplesmente Ports, é um "sistema de instalação" de pacotes prático e eficiente utilizado pelo FreeBSD. Consiste numa estrutura de diretórios, os quais possuem arquivos (Makefiles) que especificam todos os pré-requisitos da instalação, como se deve compilar o código fonte, e o necessário para a instalação dos binários criados de um determinado pacote no sistema. Isto de forma praticamente automática, com pouca ou nenhuma intervenção do usuário.
O suporte do Ports é tão abrangente, possuindo atualmente mais de 24.000 pacotes (2014), que dificilmente é necessário procurar programas em outras fontes.
Arquivos binários pré-compilados do Ports são chamados de "pacotes" e estão disponíveis para download. Eles podem ainda ser automaticamente instalados sabendo-se o nome do pacote e passando este como parâmetro para o comando "pkg_add -r".
A maioria dos programas encontrados no Ports, existem para Linux e em muitos casos não é preciso alterar o código fonte. Significa isto que os ambientes gráficos e as aplicações mais comuns usadas no Linux estão presentes no FreeBSD. O código pode não ter diferenças, mas a compilação cria binários distintos.

## Compatibilidade binária com Linux
O FreeBSD fornece compatibilidade binária com muitas outras variações do Unix. O mesmo também é compatível com o sistema operativo GNU/Linux. A razão por trás disso está em poder utilizar programas desenvolvidos para Linux, geralmente comerciais, que só são distribuídos em forma binária e que por isso não podem ser portados para o FreeBSD sem a vontade de seus criadores.
Esta extensão permite que os usuários usem a maioria dos programas que são distribuídas apenas em binários Linux. Quando comparado com o número de programas nativos disponíveis pelo Ports, a quantidade desses programas é insignificante.
Alguns aplicativos que podem ser utilizados sobre a compatibilidade Linux incluem StarOffice, Netscape Navigator, Adobe Acrobat, RealPlayer, VMware Player, Oracle Database, WordPerfect, Skype, Doom 3, Quake 4, a série Unreal Tournament, Firefox com suporte ao Adobe Flash Player e outros. Geralmente não há perda de desempenho na utilização de binários Linux em vez de programas nativos do FreeBSD.

## Mascote e lema
Os derivados do BSD em geral tem como mascote um diabinho vermelho chamado Daemon que significa espírito em grego, mas na realidade se refere a programas que rodam na memória autonomamente para servir requisições.
Até 2005, o Beastie era o "logotipo" do FreeBSD, quando foi aberta uma competição para escolher um novo símbolo para o projeto. Em 8 de outubro, ganhou o desenho feito por  Anton K. Gural para ser o novo símbolo do FreeBSD.
O lema do FreeBSD é The Power to Serve, ou seja, "O Poder para servir". Apesar do lema remeter a algo relacionando com servidores ao que aparenta, o FreeBSD é um sistema para propósito de uso geral, ou seja, estação de trabalho, servidores etc. O lema remete ao mascote como citado acima.

## História e desenvolvimento do FreeBSD
O projeto FreeBSD teve seu nascimento no início de 1993, em parte como uma consequência do conjunto de manutenção não-oficial do 386BSD (Unofficial 386BSD Patchkit). O primeiro lançamento oficial foi o FreeBSD 1.0 em dezembro de 1993, coordenado por Jordan Hubbard, Nate Williams e Rod Grimes.
O objetivo original era produzir um snapshot intermediário do 386BSD, de forma a poder corrigir uma série de problemas com este sistema, que o mecanismo de manutenção não era capaz de resolver. Alguns se lembrarão do nome inicial do projeto que era 386BSD 0.5 ou 386BSD Interim em referência a este fato.
386BSD era o sistema operacional de Bill Jolitz, que já estava naquele instante sofrendo quase um ano de negligência. Como o mecanismo de manutenção patchkit se tornava mais e mais desconfortável a cada dia que passava, foi decidido que algo tinha que ser feito ao que ofereceram a ele este snapshot interim. Tais planos foram bruscamente interrompidos quando Bill Jollitz decidiu repentinamente retirar sua sanção ao projeto sem nenhuma indicação clara do que deveria ser feito. Não levou muito para ficar claro que o objetivo continuava a valer a pena, mesmo sem a ajuda de Bill, e foi adotado o nome FreeBSD, sugerido por David Greenman.

### O Início da divulgação e distribuição do sistema
Os objetivos iniciais foram definidos depois de consultar os usuários recentes do sistema e, uma vez estando claro que o projeto estava na estrada para, talvez, tornar-se uma realidade, entraram em contato com a Walnut Creek CDROM, com o olho aberto à possibilidade de aperfeiçoar os canais de distribuição do FreeBSD para as pessoas que não tinham acesso à Internet.
Walnut Creek CDROM não apenas aprovou a ideia de distribuir o FreeBSD em CD, mas também foi mais longe, ao ponto de oferecer ao projeto uma máquina para trabalho dedicado e uma conexão rápida com a Internet. Sem esta confiança, sem precedentes, da Walnut Creek CDROM no que era, naquele momento, um projeto completamente desconhecido, é muito provável que o FreeBSD não tivesse chegado tão longe e tão rápido ao ponto em que está hoje.
A primeira distribuição em CDROM (e na Internet em geral) foi o FreeBSD 1.0, lançado em novembro de 1993. Era baseado na fita 4.3BSD-Lite (Net/2) da Universidade da Califórnia, Berkeley (U.C. Berkeley), com muitos componentes originados do 386BSD e da Fundação do Software Livre (Free Software Foundation). Foi um sucesso razoavelmente grande para uma primeira aparição e continuaram o ciclo com uma versão altamente bem sucedida, o FreeBSD 1.1 release de maio de 1994.

### Transição e impedimentos
Por volta desta época (1994), conforme a Novell e U.C. Berkeley acertaram ao longo do processo penal entre ambas, a respeito da situação legal da fita contendo o Net/2 de Berkeley. Uma das condições do acordo eram as concessões da U.C. Berkeley que implicava que grandes trechos do Net/2 fossem códigos impedidos e de propriedade da Novell, que havia por sua vez adquirindo-os da AT&T algum tempo antes.
O que a Berkeley recebeu em retribuição foi a bênção da Novell para o lançamento da versão 4.4BSD-Lite que, quando acontecesse, seria declarado como impedido e todos os usuários do Net/2 seriam fortemente encorajados a mudar de sistema para a nova versão. Isso incluiu o FreeBSD, ao projeto foi dado o prazo final de julho de 1994 para parar de distribuir seu produto baseado na versão Net/2. Sob tais termos de acordo, o projeto poderia lançar uma última versão antes do prazo em questão, o que originou o FreeBSD 1.1.5.1.
O FreeBSD definiu então a árdua tarefa de literalmente se reinventar a partir de um sistema completamente novo e consideravelmente incompleto, o 4.4BSD-Lite. As versões Lite continham grandes blocos de código a menos, removidos pelo CSRG de Berkeley (devido a várias decisões legais), códigos necessários para a construção de um sistema inicializável e que podia ser utilizado em produção e o fato é, que a conversão do 4.4 para a plataforma Intel era altamente incompleta.
O projeto levou até novembro de 1994 para concluir esta transição, quando lançou a versão 2.0 do FreeBSD na rede mundial e em CDROM (em dezembro). Apesar de um pouco bruta naquele instante, a versão teve um sucesso significante, e foi seguida pelo FreeBSD 2.0.5, mais robusto e de mais fácil instalação, em junho de 1995.

### Breve histórico de versões
Foi lançado o FreeBSD 2.1.5 em agosto de 1996, que foi bastante popular entre os provedores de internet (ISP) e as empresas a ponto de justificar a viabilidade de outra versão no ramo 2.1-STABLE. Esta versão foi o FreeBSD 2.1.7.1, lançado em fevereiro de 1997, que marcou o término do desenvolvimento mainstream do 2.1-STABLE. Agora em manutenção, apenas aperfeiçoamentos de segurança e outras correções críticas são realizadas neste ramo (RELENG_2_1_0).
O ramo 2.2 do FreeBSD foi iniciado a partir da série parcial de desenvolvimento (-CURRENT) em novembro de 1996, foi intitulado ramo RELENG_2_2, e a primeira versão completa (2.2.1) foi lançada em abril de 1997. Versões posteriores ao longo do ramo 2.2 foram criadas no verão e outono de 1998, sendo a última delas (2.2.8) lançada em novembro de 1998, marcando o início do fim do ramo 2.2.
A árvore foi ramificada mais uma vez, em 20 de janeiro de 1999, iniciando os ramos 4.0-CURRENT e 3.X-STABLE. A partir da 3.X-STABLE, a versão 3.1 foi lançada, em 15 de fevereiro de 1999; a versão 3.2 foi lançada em 15 de maio de 1999; a 3.3 em 16 de setembro de 1999; a versão 3.4 em 20 de dezembro de 1999, e a 3.5 em 24 de junho de 2000, que foi complementada um pouco depois com uma pequena atualização de segurança, o 3.5.1, que incorporava algumas correções de segurança de última hora para o Kerberos. Esta se tornou a versão final para o ramo 3.X.
Outro ramo foi iniciado em 13 de março de 2000, de forma emergencial na metade do ramo 4.X-STABLE, considerado agora o ramo -STABLE corrente. Posteriormente houve várias versões desta série: 4.0-RELEASE foi apresentado ao mundo em março de 2000, e a versão mais recente, 4.10-RELEASE surgiu em maio de 2004. Existiriam versões adicionais ao longo do ramo 4.X-STABLE (RELENG_4) ainda em 2003.
A versão 5.0-RELEASE, muito aguardada, foi anunciada em 19 de janeiro de 2003. O resultado culminante de aproximadamente três anos de trabalho, esta versão colocou o FreeBSD no caminho do suporte avançado a multiprocessamento simétrico, suporte avançado a aplicações multithread e apresentou ao público suporte às plataformas UltraSPARC® e IA64. Esta versão foi seguida pela 5.1 em junho de 2003.
Em novembro de 2005 foi lançada a versão 6.0, sendo melhorada até à versão 6.4, lançada em novembro de 2008.
No ano de 2008 em fevereiro foi lançada a versão 7.0.
A versão 8.0 foi lançada em novembro de 2009 e em junho de 2013 a 8.4.
O lançamento da versão 9.0 foi feito em janeiro de 2012, desde setembro de 2013 está disponível a 9.2
A versão 10.0 foi lançada em janeiro de 2014.
A versão 11.0 foi lançada em outubro de 2016.
A versão 12.0 foi lançada em dezembro de 2018.
A última versão estável é a 13.0, havendo suporte para as versões 12.2 e 11.4, conhecidas como Legacy.

## Produtos baseados no FreeBSD
- Darwin, o núcleo do Mac OS X é em grande parte baseado no FreeBSD.
- OpenDarwin, um projeto completamente separado da Apple que foi inicialmente baseado no Darwin.
- TrueOS, anteriormente PC-BSD, é uma distribuição do FreeBSD projetada para uso desktop com instalador e gerenciador de pacotes simplificado.
- GhostBSD, distribuição baseada no TrueOS projetada para uso em desktop.
- BSDeviant é uma distribuição live CD que cabe em um Mini-CD
- ClosedBSD
- GNU/kFreeBSD
- Ging é uma distribuição live CD baseada no Debian GNU/kFreeBSD, indiretamente baseada no FreeBSD.
- DragonFly BSD
- Firefly BSD
- FreeSBIE, similar à distribuição Knoppix do Linux. O projeto FreeSBIE também inclui um conjunto de ferramentas para ajudá-lo a fazer seus próprios live file systems e CDROMs FreeSBIE.
- Frenzy é outro live CD baseado no FreeBSD, direcionado principalmente para usuários russos.
- PicoBSD é uma versão em disquete do FreeBSD.
- m0n0wall é um pacote de firewall baseado no FreeBSD.
- pfSense é um firewall/roteador basedo no m0n0wall e no FreeBSD.
- FreeNAS é um servidor NAS baseado no FreeBSD/m0n0wall.
- TrustedBSD
- Gentoo/FreeBSD
- DesktopBSD
- PlayStation 3
- PlayStation 4